# Martin Prázdnovský
Martin Prázdnovský (Streda nad Bodrogom, 22 oktober 1975) is een Slowaaks voormalig wielrenner.

## Palmares
2004
3e etappe Giro del Friuli-Venezia Giulia
1e etappe Ronde van Hongarije
2005
 Slowaaks nationaal kampioen op de weg
Proloog Grand Prix Cycliste de Gemenc
2e etappe Grand Prix Cycliste de Gemenc
Eindklassement Grand Prix Cycliste de Gemenc
Eindklassement Okolo Slovenska
1e etappe Ronde van Bulgarije
Eindklassement Ronde van Bulgarije
2006
Proloog Grand Prix Cycliste de Gemenc
2e etappe Grand Prix Cycliste de Gemenc
Eindklassement Grand Prix Cycliste de Gemenc
Eindklassement Ronde van Guadeloupe
2009
3e etappe Ronde van Bulgarije
Aug ·
Ballan ·
Brasi · 
Bulgarelli · 
Cadamuro · 
Dubos · 
Fadrny · 
Gazi ·
Gobbi ·
Hecl ·
Klucka ·
Kohut ·
Kokorine · 
Kováč · 
Kranjec ·
Kružić · 
Miorin · 
Ongarato ·
Palumbo · 
Pidhorny · 
Prázdnovský ·
Šipeky · 
Testi ·
Valach ·
Wielinga